# موجة مادية
تعد الموجة المادية جزءا محوريا من نظرية (مكانيكا الكم)، كونها مثالا لثنائية الموجة والجسيم. يُعَبَّر عن تصرف المادة كموجة بفرضية دي-برولي حيث قُدِمَت من قبل لويس دي-برولي عام 1924. تسمى الأمواج المادية أحيانا بأمواج دي-برولي.
يرتبط طول موجة دي-برولي (λ) بكتلة الجسيم وكذلك بالزخم (p)، عن طريق ثابت بلانك (h) حسب العلاقة التالية:
{\displaystyle \lambda ={\frac {h}{p}}.}
كانت الملاحظة الأولى للتصرف شبه-الموجي للمواد باستخدام الإلكترونات عن طريق تجربة انحراف جزيئات الرقائق المعدنية التي قام بها (جورج باغيت طومسون) (George Paget Thomson)، وتجربة (دافيسون-غريمر)(Davisson–Germe) كل على حدا، ولقد تم تأكيدها باستخدام جسيمات أولية أخرى وذرات متعادلة وحتى الجزيئات. يعتبر التصرف شبه-الموجي للمواد عاملا حاسما بالنسبة لفيزياء الجسيمات والنظرية الحديثة للبنية الذرية ككل.

## الإطار التاريخي
مع نهاية القرن التاسع عشر، كان الضوء يعتبر موجات كهرومغناطيسية تنتشر وفقا لمعادلات (ماكسويل)، في حين كانت المادة تعبر عن الجسيمات الثابتة. في عام 1900م، تعرض هذا التقسيم للشك، حيث قام (ماكس بلانك)(Max Planck) أثناء عمله على نظرية إشعاع الجسم الأسود بتقديم فرضية تقول إن الضوء يشع في وحدات متقطعة من الطاقة. كان هذا تحديا بالكامل في 1905م. قام (ألبرت آينشتاين) (Albert Einstein) بتوسيع أبحاث ماكس بلانك بطرق مختلفة، وقد تضمن ذلك ارتباطها بالتأثير الكهروضوئي، وقد استنتج أن الضوء يشع ويختزل في وحدات متقطعة من الطاقة. تسمى هذه الوحدات الآن بالـ (فوتونات). وتعطى طاقة الفوتونات باستخدام علاقة بلانك-آينشتاين:
{\displaystyle E=h\nu }
ويعطى الزخم بالعلاقة: {\displaystyle p={\frac {E}{c}}={\frac {h}{\lambda }}}
حيث 𝑣 (الحرف الصغير نيو باليونانية) و λ (الحرف الصغير لامدا باليونانية) يمثلان التردد والطول الموجي للضوء بالترتيب، وتمثل c سرعة الضوء، وتمثل h ثابت بلانك. يرمز للتردد بf في الاصطلاح الحديث وكذلك في بقية هذا المقال. نجح (روبرت ميليكان) (Robert Millikan) و (آرثر كومبتون)(Arthur Compton) في تأكيد فرضية آينشتاين تجريبيا خلال العقدين التاليين.

## فرضية دي-برولي

انتشار موجات دي-برولي في بعد واحد و الجزء الحقيقي من الارتفاع المركب باللون الأزرق، والجزء التخيلي بالأخضر. احتمال وجود الجسيم في نقطة معينة (س) -موضحا بعتامة اللون - منتشر في هيئة موجة؛ بحيث لا يوجد مكان بالتحديد يتواجد فيه الجسيم. يقل التحدب بزيادة الارتفاع فوق الصفر، ولذلك يعود الارتفاع للنقصان، والعكس صحيح. والنتيجة ارتفاع متردد. الأعلى : موجة مستوية. الأسفل : حزمة الموجة

قدم دي-برولي في أطروحة الدكتوراه خاصته عام 1924م فرضيته القائلة بأن الإلكترونات تمتلك خواص موجية، كما الحال في الضوء الذي يمتلك كلا الخواص المادية والموجية، وعن طريق إعادة صياغة معادلة الزخم السابقة نجد أن العلاقة بين الطول الموجي λ المصاحب للإلكترون وزخمه p من خلال ثابت بلانك h :
{\displaystyle \lambda ={\frac {h}{p}}.}

أن هذه العلاقة صحيحة لكافة أشكال المادة؛ أي أن كافة أشكال المادة لها خواص مادية وأخرى موجية.
نشر إروين شرودينجر عام 1926م معادلة تصف كيفية تطور الموجة المادية - نظير معادلات ماكسويل في الموجة المادية - وقد استخدمها لاشتقاق طيف الطاقة للهيدروجين. 

## تأكيد تجريبي

توضيح للموجة المادية في حيود الإلكترونات

كان التأكيد الأول للموجات المادية تجريبيا باستخدام تجربة جورج باغيت طومسون لحيود أشعة المهبط، وتجربة دافيسون-غريمير للإلكترونات، وهكذا تم إثبات فرضية دي-برولي للجسيمات الأولية. إضافة إلى ذلك فقد تم رصد السلوك الموجي للذرات المتعادلة وحتى الأنوية.

### الإلكترونات
قام كلينتون دافيسون وليستر غريمير بإطلاق إلكترونات بطيئة نحو هدف من نيكل مبلور في مختبرات بيل عام 1927م.
بعد قياس الارتباط الزاوي لشدة إلكترون الحيود، اتضح أن لديه نمط الحيود ذاته الذي توقعه براج للأشعة السينية. كان جورج باغيت طومسون في جامعة أبردين  في ذلك الوقت يقوم بإطلاق الإلكترونات بشكل مستقل على مجموعة من رقائق المعادن الرفيعة جدا، لإثبات الأثر ذاته.
كان الحيود خاصية للموجات فقط حتى قبول فرضية دي-برولي. ولذلك فإن وجود أي آثار للحيود في المواد يؤكد الطبيعة شبه-الموجية للمادة. وعندما تم إدخال طول موجة دي-برولي شرط براغ، تم رصد نمط الحيود المتوقع، وبالتالي تم تأكيد فرضية دي-برولي للإلكترونات.
 
كانت تلك نتيجة محورية ساهمت في تطوير مكانيكا الكم. إن دور تجربة دافيسون - غريمير في إظهار الطبيعة الموجية للمادة مشابهة لدور التأثير الكهروضوئي في توضيح الطبيعة الجسيمية للضوء، وقد ساهمت في إكمال نظرية التناظر الموجي-مادي. كانت هذه الفكرة من الأهمية بمكان للفيزيائيين، وذلك لأنها لا تعني أن أي جسيم يحمل خواص موجية فقط، بل أضافت إمكانية استخدام معادلات الموجات لوصف الظواهر المادية إذا استخدمنا طول موجة دي-برولي.

### الذرات الطبيعية
أدت التجارب على حيود فرينسل والمرآة الذرية لانعكاس الذرات الطبيعية في المنظار إلى إثبات تطبيق فرضية دي-برولي للذرات،  والتي تحدثت عن وجود موجات ذرية تتعرض للحيود والتشتت وكذلك تسمح بالانعكاس الكمي في وجود طاقة الجذب. ولقد ساهم التبريد بالليزر إلى تبريد الذرات الطبيعية إلى مستوى النانوكلفن. يظهر أطوال موجات دي-برولي الحرارية بأطوال ميكرومترية عند هذا المستوى المنخفض من الحرارة، وباستخدام حيود براغ للذرات وأسلوب رامزي لقياس التداخل الحراري، تم قياس طول موجة دي-برولي لذرات الصوديوم المبرد بوضوح، وقد وجدت مطابقة باستخدام طريقة أخرى لقياس درجة الحرارة.
استخدُم هذا التأثير لدلالة على التجسيم (الهولوجراف) الذري، وقد يؤدي إلى تصنيع نظام فحص تصويري للذرات بدقة نانومترية. إن وصف هذه الظواهر يعتمد على الخواص الموجية للذرات الطبيعية، مؤكدا فرضية دي-برولي.
ساعد هذا التأثير في شرح النسخة المكانية لتأثير زينو الكمي، والتي قد يتزن جسم مضطرب باستخدام عدد هائل من عمليات الرصد.

### الجزيئات
تؤكد التجارب الحديثة العلاقات السابقة للجزيئات وحتى الجزيئات الضخمة والتي تعتبر أحيانا كبيرة جدا لتمر بآثار ميكانيكا الكم. وقد أظهر فريق بحثي في فيننا عام 1999م حدوث الحيود لجزيئات ضخمة كالفليرينات، حيث قام الباحثون بحساب طول موجة دي-برولي لC60 غالبا وهو يتحرك بسرعة 2.5 بيكومتر. وتثبت التجارب المعاصرة الطبيعة الكمية للجزيئات حتى وزن 6910 وحدة كتلة ذرية.

## علاقات دي-برولي
تربط معادلات دي-برولي الطول الموجي λ بالزخم p، والتردد f بالطاقة الكلية للجسيم E :
| {\displaystyle {\begin{aligned}&\lambda =h/p\\&f=E/h\end{aligned}}} |حيث h تمثل ثابت بلانك. كما يمكن كتابة المعادلات بالصيغة التالية:| {\displaystyle {\begin{aligned}&\mathbf {p} =\hbar \mathbf {k} \\&E=\hbar \omega \\\end{aligned}}} |أو:| {\displaystyle {\begin{aligned}&\mathbf {p} =\hbar \mathbf {\beta } \\&E=\hbar \omega \\\end{aligned}}} |حيث ħ تمثل ثابت بلانك المختصر، و k متجه الموجة، وβ  ثابت الزاوية، و ω تمثل التردد الزاوي.
تمثل المعادلة الثانية من كل زوج معادلة بلانك-آينشتاين، حيث قُدِمَت من قبلهما.

### النسبية الخاصة
باستخدام معادلتي النسبية الخاصة، بحيث إحداهما للزخم النسبي والأخرى للطاقة:
{\displaystyle E=mc^{2}=\gamma m_{0}c^{2}}
{\displaystyle {\vec {p}}=m{\vec {v}}=\gamma m_{0}{\vec {v}}}
وبالتالي يمكن كتابة المعادلات كالتالي:
{\displaystyle {\begin{aligned}&\lambda =\,\,{\frac {h}{\gamma m_{0}v}}\,=\,{\frac {h}{m_{0}v}}\,\,\,\,{\sqrt {1-{\frac {v^{2}}{c^{2}}}}}\\&f={\frac {\gamma \,m_{0}c^{2}}{h}}={\frac {m_{0}c^{2}}{h}}{\bigg /}{\sqrt {1-{\frac {v^{2}}{c^{2}}}}}\end{aligned}}}
{\displaystyle m_{0}}  تمثل كتلة الراحة للجسيم، و {\displaystyle v}{\displaystyle \gamma }{\displaystyle c}

#### سرعة الإرسال/ سرعة المجموعة
فسر ألبرت آينشتاين التناظر الجسيم-موجي أولا عام 1905م. وافترض لويس دي-برولي أن أي جسيم يتعرض لذات التناظر. واستنتج أن سرعة الجسيم المتجهة يجب أن تكون مساوية لسرعة الإرسال المتجهة للموجة المصاحبة.
حيث قيمة سرعة الإرسال تساوي سرعة الجسيم.
يمكن تعريف سرعة الإرسال المتجهة في فيزياء الكم النسبية وغير-النسبية لمعادلة موجة باستخدام السرعة المتجهة للجسيم.
وقد برهنت ميكانيكا الكم هذه الفرضية بدقة شديدة، وقدمت العلاقة بوضوح لجسيمات كبيرة الحجم كالجزيئات.  
استنتج دي-برولي أن تطبيق معادلات التناظر المعروفة للضوء على جميع الجسيمات سيؤكد فرضيته. مما يعني:
{\displaystyle v_{g}={\frac {\partial \omega }{\partial k}}={\frac {\partial (E/\hbar )}{\partial (p/\hbar )}}={\frac {\partial E}{\partial p}}}
حيث E الطاقة الكلية للجسيم، و p هي الزخم، و ħ ثابت بلانك المختصر.
ولجسيم غير- نسبي حر يظهر أن:
{\displaystyle {\begin{aligned}v_{g}&={\frac {\partial E}{\partial p}}={\frac {\partial }{\partial p}}\left({\frac {1}{2}}{\frac {p^{2}}{m}}\right)\\&={\frac {p}{m}}\\&=v\end{aligned}}}
حيث m  كتلة الجسيم، و  v سرعته المتجهة.
ونجد أيضا في النسبية الخاصة: {\displaystyle {\begin{aligned}v_{g}&={\frac {\partial E}{\partial p}}={\frac {\partial }{\partial p}}\left({\sqrt {p^{2}c^{2}+m_{0}^{2}c^{4}}}\right)\\&={\frac {pc^{2}}{\sqrt {p^{2}c^{2}+m_{0}^{2}c^{4}}}}\\&={\frac {pc^{2}}{E}}\end{aligned}}}
حيث m0 تمثل كتلة الراحة للجسيم، و c سرعة الضوء في الفراغ.
ولكن (انظر الأسفل)، باستخدام ذلك فإن السرعة الزاوية المتجهة تصبح
vp = E/p = c2/v ، وإذن:
{\displaystyle {\begin{aligned}v_{g}&={\frac {pc^{2}}{E}}\\&={\frac {c^{2}}{v_{p}}}\\&=v\end{aligned}}}
حيث v تمثل سرعة الجسيم بصرف النظر عن السلوك الموجي.

#### السرعة الزاوية المتجهة
تتصرف الجسيمات كموجات ذات زوايا مركبة في ميكانيكا الكم أيضا.
تساوي السرعة الزاوية المتجهة حاصل ضرب التردد بالطول الموجي.
نجد من فرضية دي-برولي: {\displaystyle v_{\mathrm {p} }={\frac {\omega }{k}}={\frac {E/\hbar }{p/\hbar }}={\frac {E}{p}}.}
باستخدام العلاقات النسبية للطاقة والزخم، نجد أن: {\displaystyle v_{\mathrm {p} }={\frac {E}{p}}={\frac {\gamma m_{0}c^{2}}{\gamma m_{0}v}}={\frac {c^{2}}{v}}={\frac {c}{\beta }}}
حيث E هي الطاقة الكلية للجسيم (أي طاقة الراحة إضافة إلى الطاقة الحركية من وجهة نظر علم الحركة)، و p الزخم، و {\displaystyle \gamma }c سرعة الضوء، و β السرعة ككسر من سرعة الضوء c (جزء منها).
يمكن اعتبار المتغير v سرعة الجسيم المتجهة أو سرعة الإرسال المتجهة للموجة الصاحبة. ولأن سرعة الجسيم {\displaystyle v<c}
{\displaystyle v_{\mathrm {p} }>c,\,}
وكما نرى هنا، فإنها تقترب من c عندما يكون الجسيم في النطاق النسبي.
إن هذه السرعة الزاوية المتجهة التي تتعدى سرعة الضوء لا تخالف النسبية الخاصة، لأن الانتشار الزاوي لا يحمل أي طاقة.
انظر مقالة Dispersion (optics) للتفاصيل.

### متجهات-أربعة
باستخدام أربع متجهات، تشكل علاقات دي-برولي معادلة واحدة:
| {\displaystyle \mathbf {P} =\hbar \mathbf {K} } |وهي غير معتمدة على الإطار.

وعلى غرارها، فإن العلاقة بين سرعة الإرسال / السرعة الجمعية المتجهة والسرعة الزاوية المتجهة تعطى بشكل مستقل عن الإطار كالتالي:
| {\displaystyle \mathbf {K} =\left({\frac {\omega _{o}}{c^{2}}}\right)\mathbf {U} } |حيث: أربعة للزخم{\displaystyle \mathbf {P} =\left({\frac {E}{c}},{\vec {\mathbf {p} }}\right)}
{\displaystyle \mathbf {K} =\left({\frac {\omega }{c}},{\vec {\mathbf {k} }}\right)=\left({\frac {\omega }{c}},{\frac {\omega }{v_{p}}}\mathbf {\hat {n}} \right)}
{\displaystyle \mathbf {U} =\gamma (c,{\vec {\mathbf {u} }})=\gamma (c,v_{g}{\hat {\mathbf {n} }})}

## التفسيرات
لا تزال الحقيقة الفيزيائية لموجات دي-برولي موضوعا للنقاش.
ترى بعض النظريات أن أيا من الجسيم والموجة ليس الطبيعة الأساسية، محاولة تفسيرهما كخواص طارئة.
يرى البعض الآخر، كنظرية المتغير المختبئ، أن يعامل الموجة والجسيم ككيانين مستقلين، في حين يتوقعون وجود كيان انتقالي بحيث لا يكون موجة ولا جسيما ولكنه يظهر بينما نقوم بقياس خاصية أو أخرى.
وينص تفسير كوبينهاجين على أن طبيعة الحقيقة المختفية غير قابلة للمعرفة حيث هي فوق قدرات استنتاج العلم.
تختلف موجات شرودينجر في ميكانيكا الكم كمفهوم، عن الموجات الفيزيائية التقليدية كالماء والصوت.
تتميز الموجات الفيزيائية التقليدية برقم حقيقي متموج «إزاحة» مكون من متغيرات فيزيائية بعدية في كل نقطة في الفضاء لكل لحظة من الزمان.
تتميز أمواج شرودينجر بقيمة مركبة متموجة بلا أبعاد لكل نقطة من فضاء تجريدي متعدد الأبعاد، هيئة فضائية مثلا.
جاء في تقرير ماكس بورن وويرنير هايزنبيرغ من مؤتمر سلوفاي الخامس عام 1927م:
و قال شرودينجر في ذات المؤتمر كلاما مشابها.
وأعاد هايزنبيرغ عام 1955م:
ذكرنا سابقا أن الكمية المتموجة في موجة شرودنجر لها قيمة مركبة بلا بعد. وقد يسأل أحدهم عن المعنى الفيزيائي لهذه الأرقام. وفقا لهايزنبيرغ، فعلاوة على كونها كميات فيزيائية عادية كمثل شدة المجال الكهربائي لماكسويل أو كثافة الكتلة، تمثل حزمة (كمية متحركة) موجة شرودينجر مقدار الاحتمال.
حيث كتب أنه بدل استخدام مصطلح (حزمة موجية) يفضل استخدام (حزمة احتمالية).
يستخدم مقدار الاحتمال في حسابات احتمال الموقع أو الزخم للجسيمات المنفصلة.
راجع هايزنبيرغ حصيلة دواين من حيود الجسيمات باستخدام الترجمة الاحتمالية الكمومية لانتقال الزخم، مما يسمح بمرور لكل جسيم يتعرض للحيود احتماليا أن يمر منفصلا في ثقب محدد كتجربة يونغ ذات الثقبين. 
إذا ليس علينا بالضرورة أن نفكر بها كموجة مادية، إذ يمكن اعتبارها مادة مركبة مضافة.
 
يمكن للأفكار أن توضح بلغة بسيطة كالتالي:
تعبر «النقطة» عن موقع في الفضاء التقليدي في لحظة من الزمان باعتبار الموجات الفيزيائية التقليدية، حيث يوجد «إزاحة» ثابتة لكمية فيزيائية عند تلك النقطة.
ولكن باعتبار ميكانيكا الكم، ترمز «النقطة» إلى هيئة النظام في لحظة من الزمان، بحيث يكون كل جسيم في النظام  موجودا بشكل ما في كل نقطة من الهيئة الفضائية، ويكون كل جسيم في تلك «النقطة» ذا موقع يحتمل أن يكون في مختلفا في الفضاء الفيزيائي التقليدي.
لا يمكن القطع بالتأكيد في أي لحظة بأن جسيما ما «هنا» أو «هناك» في أماكن مختلفة في الهيئة الفضائية.
يخبرنا فرق المفاهيم أنه وعلى النقيض من وصف دي-برولي للموجة غير المعتمد على ميكانيكا الكم، فإن الوصف المعتمد على حزمة الاحتمال في ميكانيكا الكم لا يحقق مباشرة فكرة أرسطو، والتي أخبر عنها نيوتن، والقائلة أن التأثير ينتشر عبر الفضاء التقليدي بشكل ثابت، ولا فكرة آينشتاين بأن هذا الانتشار ليس أسرع من الضوء.
تباينا، إن هذه الأفكار منغمسة في الاعتبار التقليدي للموجة، عبر اقتران غرين، رغم أنها مناقضة للظواهر الكمومية المرصودة.
لقد كان أول من طرح هذه التساؤلات فيزيائيا هو آينشتاين.

## موجة دي-برولي الزاوية وظاهرته الدورية
بدأت نظرية دي-برولي من فرضيته " إن كل جزء من الطاقة بكتلة مناسبة m0 يمكن ربطه بظاهرة دورية بتردد ν0  بحيث نجد: hν0 = m0c2ν0.
يجب قياس التردد ν0 في إطار الراحة لحزمة الطاقة بالطبع. إن هذه الفرضية هي القاعدة لنظريتنا."
تابع دي-برولي فرضيته الأولى لظاهرة دورية بتردد  ν0 مصحوبة بحزمة الطاقة. وباستعمال النظرية النسبية الخاصة ليجد أنه وفي إطار الراصد لحزمة إلكترونات الطاقة والتي تتحرك بسرعة متجهة  {\displaystyle v}
{\displaystyle f=\nu _{0}{\sqrt {1-{\frac {v^{2}}{c^{2}}}}}\,.}
ثم: {\displaystyle \lambda f=E/p=v_{\mathrm {p} }\,.}
باستخدام الرموز ذاتها، فإن الكمية {\displaystyle v_{\mathrm {p} }} {\displaystyle \lambda } {\displaystyle f}علل دي-برولي كون زاوية الظاهرة الجسيمية الدورية الداخلية الافتراضية مساوية لزاوية الموجة الزاوية، حيث كان هذا أساس إدراكه للموجة المادية، لاحظ كما سبق أن {\displaystyle v_{\mathrm {p} }>c}
باعتبار مفهوم وجود الموجات مصاحبة للمادة صحيحا، لم يقفز دي-برولي مباشرة للفهم الكامل لميكانيكا الكم بلا خطوات خاطئة.
احتوت فرضية دي-برولي على مشاكل مفاهيمية في الطريق التي اتخذها دي-برولي في فرضيته ولم يستطع حلها، ورغم محاولته لعدد من الفرضيات الأساسية في أوراق بحثية مختلفة خلال عمله.
تمت معالجة هذه الصعوبات بعد وقت قصير من نشره لفرضيته على يد إروين شرودينجر، والذي طور طريقة ميكانيكا الموجات انطلاقا من فرضيات مختلفة نوعا ما. 